# Cloridano
Cloridano è un personaggio dell'Orlando Furioso di Ludovico Ariosto. La sua vicenda è narrata nel diciottesimo e nel diciannovesimo libro del poema.

## Il personaggio

### L'amicizia con Medoro e l'assalto al campo cristiano
Duo Mori ivi fra gli altri si trovaro,

d'oscura stirpe nati in Tolomitta;

de quai l'istoria, per sempio raro

di vero amore, è degna esser descritta.

Cloridano e Medor si nominaro,

ch'a la fortuna prospera e a l'afflitta

aveano sempre amato Dardinello,

et or passato in Francia il mar con quello.

Cloridan, cacciator tutta sua vita,

di robusta persona era et isnella;

Medoro avea la guancia colorita;

e bianca e grata ne la età novella;

e fra la gente a quella impresa uscita,

non era faccia più gioconda e bella:

occhi avea neri; e chioma crespa d'oro:

angel parea di quei del sommo coro.
(Orlando Furioso, libro 18)
Cloridano è un giovane soldato saraceno nel contingente del re Dardinello e amico fraterno del commilitone Medoro, che è poco più che un ragazzo. Alla morte di Dardinello, ucciso in combattimento, i due amici compiono un'incursione notturna nel campo cristiano per recuperare il corpo del loro sovrano. Essi non solo riescono nel loro intento, ma hanno anche modo di sopprimere con la spada alcuni nemici sorpresi nel sonno, tra cui l'illustre Alfeo, giovane cortigiano di Carlo Magno, colpito proprio da Cloridano.

### La morte
Usciti con la salma di Dardinello dall'accampamento nemico, Cloridano e Medoro si imbattono in un gruppo di cavalieri cristiani guidati da Zerbino: Cloridano riesce a nascondersi in un bosco vicino. Medoro invece viene accerchiato e colpito: Cloridano esce quindi allo scoperto per morire a fianco dell'amico. In realtà Medoro era rimasto solo ferito e verrà salvato dalla bella Angelica dopo la partenza di Zerbino e dei suoi. Angelica si unirà a Medoro dopo aver fatto seppellire i corpi di Cloridano e Dardinello.
Cloridan, che Medor vede per terra,

salta del bosco a discoperta guerra.

 E getta l'arco, e tutto pien di rabbia

tra gli nimici il ferro intorno gira,

più per morir, che per pensier ch'egli abbia

di far vendetta che pareggi l'ira.

Del proprio sangue rosseggiar la sabbia

fra tante spade, e al fin venir si mira;

e tolto che si sente ogni potere,

si lascia a canto al suo Medor cadere.
(Orlando Furioso, libro 19)

## Interpretazione dell'episodio
L'amicizia eroica di Cloridano e Medoro riecheggia quella dei virgiliani Eurialo e Niso; anche se Ariosto fa perire solo Cloridano.

## Fortuna dell'episodio
- La figura dell'eroe verrà ripresa da Giovanni Dolfin nella sua tragedia Il Medoro.

## Nella cultura di massa
- Nello sceneggiato televisivo del 1975, diretto da Luca Ronconi, Cloridano è interpretato dall'attore greco Yorgo Voyagis.

### Fonti
- Ludovico Ariosto, Orlando Furioso, libri 18 e 19.
- Giovanni Dolfin, Il Medoro.